# のと鉄道NT800形気動車
のと鉄道NT800形気動車（のとてつどうNT800がたきどうしゃ）は、のと鉄道に在籍した急行形気動車である。

## 概要
1988年の能登線転換時に、急行「のと恋路号」用として富士重工業で2両新製されたパノラマ気動車で、ディーゼルエンジンはNT100形と同じくUDトラックス（旧:日産ディーゼル）製である。室内は床面より15cm高いハイデッカー仕様で、側窓にカーブドガラスを用い、車内デッキ寄りには海側に面してソファを配し、デッキ部には自動販売機(801)、トイレ(802)、サービスカウンター(802)を備えるなどハイグレードな車内設備を備えた。1編成2両しかないため、検査入場で運用から外れた際には「のと恋路号」はNT100形2両編成で運用された。
「のと恋路号」が2002年10月に廃止されたため定期運用を失い、団体列車用に用途変更されたが2003年7月18日に休車となり、能登線の廃線に伴って2005年4月1日付で廃車となった。廃車後しばらくは七尾線能登中島駅の旧3番線に静態保存されていたが、2010年10月以降に穴水駅0番線に移され、NT100形127と共に保存されている。

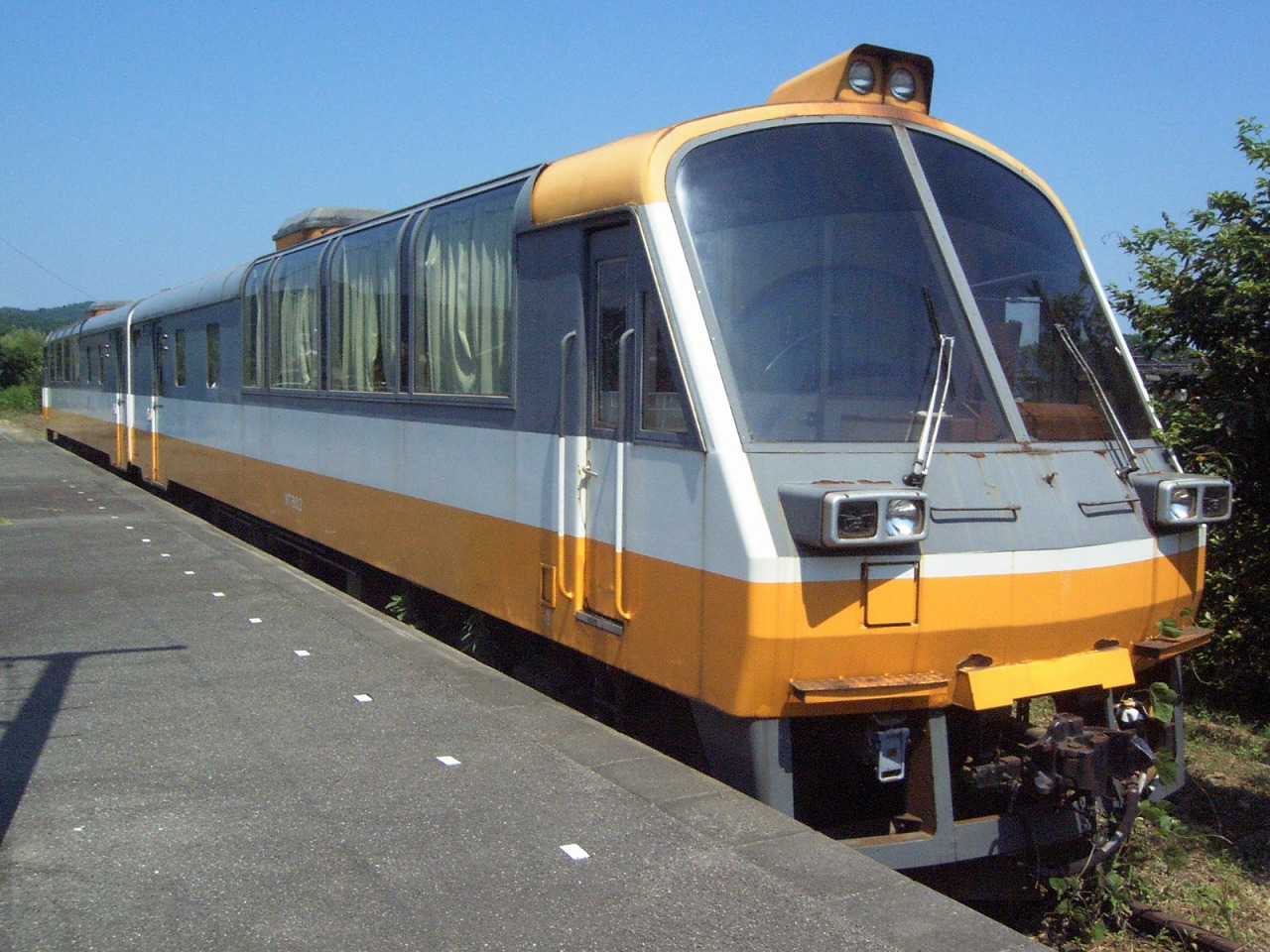
能登中島駅に静態保存されていた当時のNT800形気動車

## 登場作品

### アニメ・漫画
『ガールズ&パンツァー』『ガールズ&パンツァー 最終章』
第4話に継続高校のロウリュ(フィンランド式サウナ)として当形式の廃車体が登場。